# Zevedei Aldeșiu
Zevedeiu Aldeșiu (n. 1896, Voievodenii Mici, jud. Brașov – d. 3 iunie 1959, Zărnești, jud. Brașov) a fost un deputat în Marea Adunare Națională de la Alba Iulia, organismul legislativ reprezentativ al „tuturor românilor din Transilvania, Banat și Țara Ungurească”, cel care a adoptat hotărârea privind Unirea Transilvaniei cu România, la 1 decembrie 1918.:p. 132

## Biografie
S-a născut în 1896, în Voivodeni, fostul jud. Făgăraș, azi Brașov. După finalizarea studiilor juridice, a profesat ca avocat. A participat la Primul Război Mondial ca sublocotenent în armata austro-ungară. A decedat în 3 iunie 1959, în Zărnești, jud. Brașov. :p. 132

## Activitatea politică

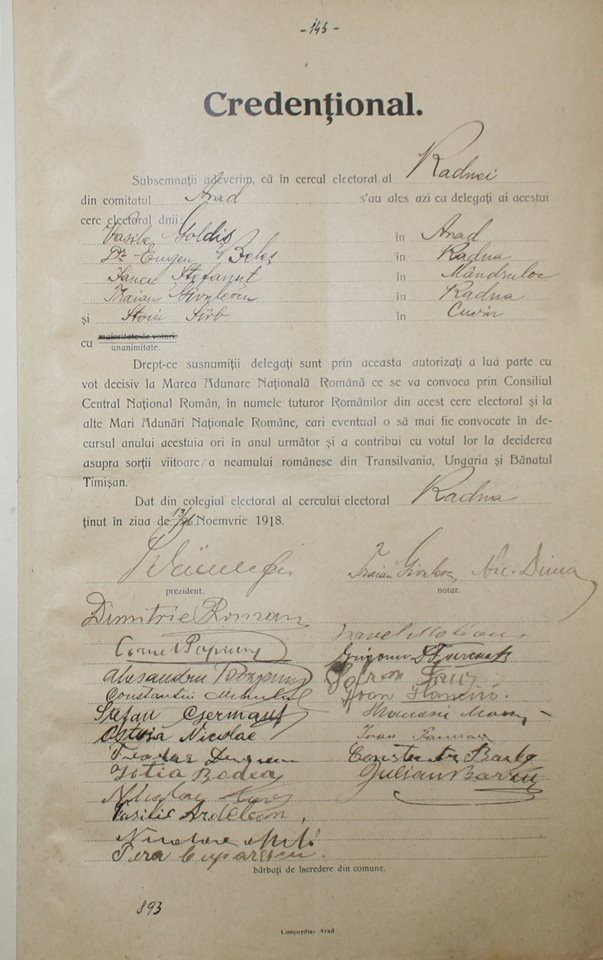
Credențional

A participat la Marea Adunare Națională de la Alba Iulia în calitate de delegat al cercului electoral Arpașul de Jos/Inferior, comitatul Făgăraș. :p. 132 :p. 8-9